# Джибріл Тамсір Ніань
Джибрі́л Тамсі́р Ніа́нь (Ньяне, Ніане, Ніан, Найан, Ньян; фр. Djibril Tamsir Niane; *9 січня 1932, Конакрі, тепер Гвінея — 8 березня 2021, Дакар, Сенегал) — гвінейський історик, громадський діяч, письменник, драматург і фольклорист; відомий «відкриттям» для загалу мандінгського «Епосу про Сундьяту».

## З життя і творчості
За етнічною приналежністю тукулер. Середню освіту здобував у Дакарі (Сенегал), а науковий ступінь — в Університеті Бордо. 
Викладав у Політехнічному інституті в Конакрі. Став почесним професором Університету Говарда (Вашингтон) та Університету Токіо. 
Вступив у конфлікт з першим президентом Гвінеї Ахмедом Секу Туре, через що у 1970 році вирушив у вигнання до Сенегалу.
Наукові роботи Ніаня присвячені доколоніальній історії Західної Африки, головним чином її середньовічним імперіям. Матеріали для своєї дисертації про імперію Малі він збирав з усної традиції гріотів, зокрема з оповідань Мамаду Куяте. На їх основі він у 1960 році представив світу епос Сундьята «Сундьята, або Епопея мандінго» — про Сундіату Кейта (бл. 1217—1255), що й стало власне його magnum opus.
Починаючи від 1965 року, брав участь у розкопках столиці імперії Малі Ніані польсько-гвінейською археологічною експедицією. Як член міжнародного комітету ЮНЕСКО з підготовки «Загальної історії Африки» виступив редактором її 4 тому (від XII до XVI століття) і разом з Жозефом Кі-Зербо керував його публікацією. Разом із французьким дослідником-марксистом Жаном Сюре-Каналем склав навчальний посібник з історії народів Західної Африки, є автором (або співавтором) багатьох шкільних підручників з історії Африки. 
Також створив низку п'єс, з-поміж яких «Сікассо, або Остання цитадель», «Чака» та «Трагічні заручини»; упорядкував збірку гвінейських народних казок.  
Батько моделі Катуші Найан (1960-2008).
Помер 8 березня 2021 року від ковіду внаслідок епідемії останньої в Сенегалі.